# Brahim Kaazouzi
Brahim Kaazouzi (arabisch براهيم كازوزى; * 15. Juni 1990 in Kasba Tadla) ist ein marokkanischer Leichtathlet, der sich auf den 1500-Meter-Lauf spezialisiert hat.

## Sportliche Laufbahn
Brahim Kaazouzi nahm erstmals 2011 an den Marokkanischen Meisterschaften im 1500-Meter-Lauf teil, bei denen er den neunten Platz belegte. Ein Jahr darauf verbesserte er seine Bestzeit um mehr als vier Sekunden auf 3:44,69 min. Bis 2014 steigerte er sich auf 3:38,48 min und siegte in jenem Jahr erstmals bei den Nationalen Meisterschaften. 2016 verbesserte er sich im Juni auf 3:35,76 min und qualifizierte sich damit für die Olympischen Sommerspiele in Rio de Janeiro. Dort gelang es ihm zwar in das Halbfinale einzuziehen, allerdings schied er darin als Letzter seines Laufes aus. Im Frühjahr 2017 trat Kaazouzi mit der Mixed-Staffel bei den Crosslauf-Weltmeisterschaften in Kampala an, mit der er den fünften Platz belegten konnte. Obwohl er sich im Laufe der Saison auf 3:34,46 min verbesserte, trat er bei den im August stattfindenden Weltmeisterschaften in London über 5000 Meter an, ohne das Rennen im Vorlauf beenden zu können. Im Frühjahr 2018 trat er bei den Hallenweltmeisterschaften in Birmingham an, wobei er knapp als Dritter seines Vorlaufes ausschied. Später siegte er im Juni bei den Mittelmeerspielen in Tarragona, bevor er einen weiteren Monat später seine persönliche Bestleistung von 3:31,62 min aufstellte. 2019 qualifizierte er sich für seine zweiten Weltmeisterschaften. Während er in London zwei Jahre zuvor das Rennen nicht beenden konnte, war er in diesem Fall nicht in der Lage überhaupt an den Start zu gehen.

## Wichtige Wettbewerbe
| Jahr                | Veranstaltung                 | Ort                 | Platz               | Disziplin           | Zeit                |
| Startet für Marokko | Startet für Marokko           | Startet für Marokko | Startet für Marokko | Startet für Marokko | Startet für Marokko |
| ------------------- | ----------------------------- | ------------------- | ------------------- | ------------------- | ------------------- |
| 2016                | Olympische Sommerspiele       | Rio de Janeiro      | 24.                 | 1500 m              | 3:48,66 min         |
| 2017                | Crosslauf-Weltmeisterschaften | Kampala             | 5.                  | Mixed-Staffel       | 24:02 min           |
| 2017                | Weltmeisterschaften           | London              |                     | 5000 m              | DNF (Vorlauf)       |
| 2018                | Hallenweltmeisterschaften     | Birmingham          | 14.                 | 1500 m              | 3:47,65 min         |
| 2018                | Mittelmeerspiele              | Tarragona           | 1.                  | 1500 m              | 3:37,14 min         |
| 2018                | Afrikameisterschaften         | Asaba               |                     | 1500 m              | DNS (Finale)        |
| 2019                | Weltmeisterschaften           | Doha                |                     | 1500 m              | DNS (Vorlauf)       |

## Persönliche Bestleistungen
Freiluft
- 1500 m: 3:31,62 min, 20. Juli 2018, Monaco
- 3000 m: 7:41,88 min, 16. Juli 2017, Rabat

Halle
- 1500 m: 3:36,95 min, 13. Februar 2018, Liévin
- 3000 m: 7:50,33 min, 12. Februar 2017, Metz